# Saint-Préjet-d'Allier
Saint-Préjet-d'Allier é uma comuna francesa na região administrativa de Auvérnia-Ródano-Alpes, no departamento de Alto Loire. Estende-se por uma área de 24,46 km². Em 2010 a comuna tinha 175 habitantes (densidade: 7,2 hab./km²).